# Das Schwarze Korps

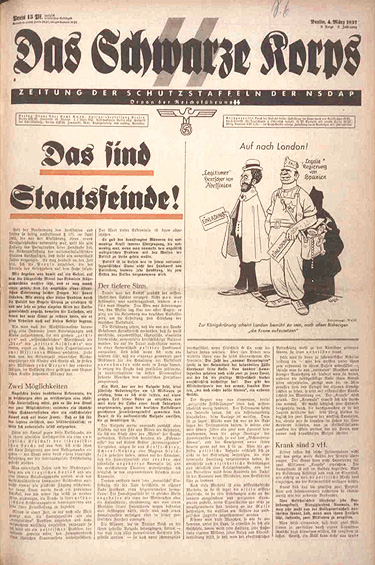
Titular del periódico Das Schwarze Korps.

Das Schwarze Korps (el cuerpo negro) fue un semanario de las SS (Schutzstaffel), brazo armado del Partido Nazi.
Su titular principal llevaba el cintillo "Periódico de las Schutzstaffel del NSDAP. Órgano del liderazgo del Reich, de las SS".  Empezó a publicarse el 6 de marzo de 1935 por iniciativa de Max Amann, apareciendo cada jueves de forma gratuita. Cada miembro de las SS era instado a leerlo y asimismo hacerlo leer a otros. Fue editado por Eher Verlag, la editorial del Partido nazi. El redactor jefe fue Gunther D´Alquen; el editor asistente fue Rudolf aus den Ruthen. La tirada del semanario en noviembre de 1935 era de 200 000 ejemplares. Para el año 1944, la publicación era de 750 000 ejemplares. La edición final fue lanzada el 12 de abril de 1945. Ha sido considerada una publicación antisemita.
Das Schwarze Korps recibía información proveniente del SD (Servicio de Seguridad del Partido) y ganó reputación entre el público de ser el "único periódico de la oposición" porque no dudaba en criticar los problemas internos del Partido Nazi. Esta postura se justificaba alegando que el semanario era "el guardián de la verdadera doctrina del Nacionalsocialismo", lo cual era frecuentemente reflejado en los constantes y vulgares ataques contra los adversarios ideológicos del régimen, por ejemplo, la Iglesia católica y los judíos.    